# Joaquín Muñoz Peirats
 (mars 2024).
Si vous disposez d'ouvrages ou d'articles de référence ou si vous connaissez des sites web de qualité traitant du thème abordé ici, merci de compléter l'article en donnant les références utiles à sa vérifiabilité et en les liant à la section « Notes et références ».
Joaquín « Ximo » Muñoz Peirats, né à Valence en 1931 et mort à Conakry (Guinée) en 1987, est un avocat et homme politique valencien.

## Biographie
Né dans une famille de commerçants, il est licencié en économie à l'université de Deusto et de droit à celle de Valladolid.
En 1961, il est l'un des membres fondateurs de l'Associació Valenciana de Cooperació Europea ; il est plus tard président de l'Athénée mercantile de Valence et membre de la direction de l'Université de Valence.
Il est membre du Conseil privé de Jean de Bourbon, comte de Barcelone, jusqu'à sa dissolution en 1969. En 1973 il participe à la fondation du Parti démocrate libéral, structure fédérative qui intègre l'Union du centre démocratique (UCD) en 1976. il est élu député pour Valence aux élections générales de 1977 et de 1979. Au cours de son mandat il est membre du Conseil supérieur des Affaires extérieures et conseiller parlementaire au Ministère des Affaires étrangères. Proche des secteurs les plus libéraux de l'UCD, notamment sur les questions relatives aux autonomies, ils furent avec son ami Francesc de Paula Burguera i Escrivà parmi les rares personnalités de droite à défendre ouvertement un nationalisme valencien qui ne soit pas anticatalaniste, comme c'était très majoritairement le cas dans le panorama politique de la gauche. Il est mis à l'écart par Emilio Attard dans le cadre de la Bataille de Valence, lorsque les thèses blavéristes sont intégrées par le discours politique de l'UCD dans la région.
Député à l'assemblée du Conseil de l'Europe en 1978, il est conseiller du groupe Prisa et proche des cercles libéraux de Joaquín Garrigues Walker.